# Cinaglio
Cinaglio (Sinaj in piemontese)  è un comune italiano di 396 abitanti della provincia di Asti in Piemonte.

## Storia
Il paese oggi sorge in cima ad una collina, ma anticamente doveva essere posto più a valle.
Le prime notizie di Cinaglio, il cui nome parrebbe derivare dal latino cenaculum, nel significato di "albergo", "locanda", ossia luogo di sosta sulla strada collegante Hasta con Industria, risalgono all'epoca romana.
Nel 962 venne assegnato al vescovo di Asti dall'imperatore Ottone I.
Nel 1198, secondo il Codex Astensis, Cinaglio è compreso nei territori soggetti ad Asti ed alla sua giurisdizione. 
Divenne libero Comune nel 1383 passando, compreso nei beni dotali di Valentina Visconti poco più tardi, sotto il dominio degli Orleans.
I patti concordati dalla Comunità con i Visconti nel 1383 furono alla base delle vicende del territorio per circa due secoli.
Col passaggio di Asti al ducato di Savoia (1531) anche Cinaglio perde i privilegi di cui aveva goduto sotto i Visconti. 
Soltanto nel 1560 riottiene il riconoscimento delle proprie franchigie, riconfermate da Carlo Emanuele I nel 1587.
 
Essendo "terra franca" Cinaglio non fu assoggettato da alcun feudatario fino agli inizi del Seicento. 
Nel 1619 venne infatti istituita ed assegnata ai Caissotti la contea di Chiusano-Cinaglio. 
Con la dominazione napoleonica fece parte del dipartimento del Tanaro.
Solo dopo la restaurazione e il ritorno di Vittorio Emanuele I, venne ricostituita la provincia di Asti, poi soppressa con l'Unità d'Italia. 
Da allora e fino al 1935, Cinaglio fece parte della provincia di Alessandria.

### Simboli
Lo stemma e il gonfalone del Comune di Cinaglio sono stati concessi con decreto del presidente della Repubblica del 2 dicembre 1998.

## Monumenti e luoghi d'interesse
Fra gli edifici religiosi ricordiamo: 
- la Parrocchiale dei Santi Felice e Giorgio, costruzione barocca con facciata in mattoni a vista
- l'antica Chiesa di San Felice presso il cimitero, eretta nel secolo XIII in forme romaniche, con muratura in mattoni a vista

Nel concentrico si trova l'interessante gipsoteca "E. Gonetto", ricca raccolta di gessi di carattere artistico con copie dei capolavori dall'antichità all'epoca moderna.
 Subito fuori dal centro, troviamo la località Gorghi molto interessante dal punto di vista naturalistico e paleontologico, in quanto sono state trovate nelle sabbie gialle, caratteristiche del periodo "astiano", i resti fossili di animali marini e terrestri.
Nelle lunghe passeggiate nel parco naturale non è raro incontrare il falco, il picchio, la ghiandaia e molti altri animali selvatici. Parte del territorio del comune è compresa nella Riserva naturale speciale della Valle Andona, Valle Botto e Val Grande.

## Società

### Evoluzione demografica
Abitanti censiti

### Etnie e minoranze straniere
Gli stranieri residenti a Cinaglio al 1º gennaio 2013 sono 29 e rappresentano il 6,4% della popolazione residente.
Le nazionalità maggiormente rappresentate in base alla loro percentuale sul totale della popolazione straniera residente erano:
- Marocco 15 (51.72%)
- Brasile 5 (17.24%)
- Romania 4 (13.79%)
- Perù 3 (10.34%)
- Moldavia 1 (3.45%)
- Filippine 1 (3.45%)

## Cultura

### Cucina
La specialità gastronomica è rappresentata dai "canestrelli" confezionati a cialde, con un'apposita piastra.

### Eventi
Durante la festa Patronale di S. Felice che oggi si festeggia l'ultima domenica di agosto, ma che originariamente era la terza di novembre, al pomeriggio si svolge la Sagra del Canestrello: un torneo gastronomico della ricetta storica.
La manifestazione vede nel 2006 la prima riedizione a seguito di una sospensione durata circa un ventennio.
Tutte le famiglie gareggiano portando la propria ricetta dei canestrelli davanti ad una giuria di “illustri” assaggiatori che conclamerà il vincitore dell'anno riconoscendo al vincitore un generoso premio in denaro.

## Infrastrutture e trasporti
La stazione di Settime-Cinaglio-Mombarone fu attivata nel 1912 lungo la cessata ferrovia Chivasso-Asti, il cui esercizio fu definitivamente sospeso nel 2011.
Tra il 1882 e il 1915 Cinaglio fu servito dalla tranvia Asti-Cortanze.

## Amministrazione
Di seguito è presentata una tabella relativa alle amministrazioni che si sono succedute in questo comune.
| Periodo        | Periodo        | Primo cittadino   | Partito                         | Carica  | Note  |
| -------------- | -------------- | ----------------- | ------------------------------- | ------- | ----- |
| 20 giugno 1985 | 26 maggio 1990 | Egle Cariola      | Democrazia Cristiana            | Sindaco | [ 6 ] |
| 26 maggio 1990 | 24 aprile 1995 | Egle Cariola      | Democrazia Cristiana            | Sindaco | [ 6 ] |
| 24 aprile 1995 | 14 giugno 1999 | Egle Cariola      | centro                          | Sindaco | [ 6 ] |
| 14 giugno 1999 | 14 giugno 2004 | Egle Cariola      | lista civica                    | Sindaco | [ 6 ] |
| 14 giugno 2004 | 8 giugno 2009  | Francesco Ferrero | lista civica                    | Sindaco | [ 6 ] |
| 8 giugno 2009  | 25 maggio 2014 | Fulvio Ferrero    | lista civica                    | Sindaco | [ 6 ] |
| 26 maggio 2014 | 10 giugno 2018 | Valeria Dezzani   | lista civica Cinaglio per tutti | Sindaco | [ 6 ] |
| 11 giugno 2018 | in carica      | Flavio Miniscalco | lista civica L'impegno comune   | Sindaco | [ 6 ] |